# Фейра-ди-Сантана (микрорегион)

Фейра-ди-Сантана на карте.

Фейра-ди-Сантана (порт. Microrregião de Feira de Santana) — микрорегион в Бразилии, входит в штат Баия. Составная часть мезорегиона Северо-центральная часть штата Баия. Население составляет 990 038 человек (на 2010 год). Площадь — 12 543,725 км². Плотность населения — 78,93 чел./км².

## Демография
Согласно сведениям, собранным в ходе переписи 2010 г. Национальным институтом географии и статистики (IBGE), население микрорегиона составляет:						
| Полное население                             | Полное население                             | Полное население                             | Полное население                             | 990 038 |
| -------------------------------------------- | -------------------------------------------- | -------------------------------------------- | -------------------------------------------- | ------- |
| в том числе:                                 | Городское население                          | 719 313                                      | Процент городского населения, %              | 72,66   |
|                                              | Сельское население                           | 270 725                                      | Процент сельского населения, %               | 27,34   |
|                                              | Мужское население                            | 475 867                                      | Процент мужского населения, %                | 48,07   |
|                                              | Женское население                            | 514 171                                      | Процент женского населения, %                | 51,93   |
| Плотность населения, чел/км²                 | Плотность населения, чел/км²                 | Плотность населения, чел/км²                 | Плотность населения, чел/км²                 | 78,93   |
| Население микрорегиона в % к населению штата | Население микрорегиона в % к населению штата | Население микрорегиона в % к населению штата | Население микрорегиона в % к населению штата | 7,06    |

## Статистика
- Валовой внутренний продукт на 2003 год составляет 3 220 489 981,00 реалов (данные: Бразильский институт географии и статистики).
- Валовой внутренний продукт на душу населения на 2003 год составляет 3472,91 реала (данные: Бразильский институт географии и статистики).
- Индекс развития человеческого потенциала на 2000 год составляет 0,692 (данные: Программа развития ООН).

## Состав микрорегиона
В составе микрорегиона включены следующие муниципалитеты:
1. Ангера
2. Антониу-Кардозу
3. Консейсан-да-Фейра
4. Консейсан-ду-Жакуипи
5. Корасан-ди-Мария
6. Элизиу-Медраду
7. Фейра-ди-Сантана
8. Ипекаэта
9. Ипира
10. Ирара
11. Итатин
12. Орисангас
13. Педран
14. Пинтадас
15. Рафаэл-Жамбейру
16. Санта-Барбара
17. Санта-Терезинья
18. Сантанополис
19. Санту-Эстеван
20. Серра-Прета
21. Сан-Гонсалу-дус-Кампус
22. Танкинью
23. Теодору-Сампаю
24. Агуа-Фрия